# Archéologie processuelle
L'archéologie processuelle ou processualisme  (aussi appelée New Archeology, c'est-à-dire « nouvelle archéologie ») est un courant de pensée né dans le monde anglo-saxon à la fin des années 1950 et qui s'est développé dans les années 1960 sous l'impulsion d'archéologues tels que Lewis Binford, Colin Renfrew ou encore David L. Clarke.
Cette « nouvelle » archéologie processuelle, qui se constitue en réaction à l'approche historico-culturelle, vise à imposer dans le domaine de l'archéologie la méthode hypothético-déductive et à instaurer un nouveau paradigme établi sur quelques piliers théoriques comme le fonctionnalisme et l'écologie culturelle, afin de mettre en avant les processus culturels, économiques ou sociaux qui régissent les sociétés et les individus. Très féconde et novatrice, l'archéologie processuelle a aussi été rapidement en proie aux critiques de divers horizons qui se rassembleront autour d'un nouveau courant, l'archéologie post-processuelle ou post-moderne.

## Contexte
L'archéologie processuelle est avant tout un courant de pensée qui s'est construit en opposition à d'anciennes conceptions. La « nouvelle archéologie » conteste avant tout chose l'approche historico-culturelle dont l'objectif était d'identifier, de catégoriser et de rapprocher des artefacts dans le temps et l'espace afin de définir des cultures archéologiques ; or de nombreux archéologues ont mis en exergue les limites de cette méthode et ont préféré opter pour une autre vision de l'archéologie qui ne serait plus seulement une discipline de classification mais une science permettant d'étudier des domaines jusque-là inexplorés. Cet iconoclasme et cette volonté de nouveauté sont comme un produit du contexte bien particulier des années 1960. Ainsi l'archéologue Christopher Chippindale de l'université de Cambridge écrivait que le processualisme faisait écho à Woodstock ou aux événements de Mai 68 et que, plus profondément, cette manière de faire table rase du passé s'inscrivait dans la mentalité hippie qui voulait que « quelqu'un de plus de 30 ans était trop vieux pour être intelligent ». L'archéologie processuelle a aussi émergé à une période marquée par le développement de méthodes scientifiques (telle que la datation au radiocarbone), fortement mises en avant par les processualistes, tant pour souligner le renforcement de leur objectivité que pour justifier la capacité de l'archéologie à investir des terrains jusqu'alors délaissés.
L'archéologie processuelle est née et s'est développée dans le monde anglo-saxon, sous l'impulsion d'archéologues comme Lewis Binford ou Colin Renfrew, et a aussi influencé le monde scandinave à défaut de toucher les milieux savants de l'Europe continentale.

## Une autre approche de l'archéologie

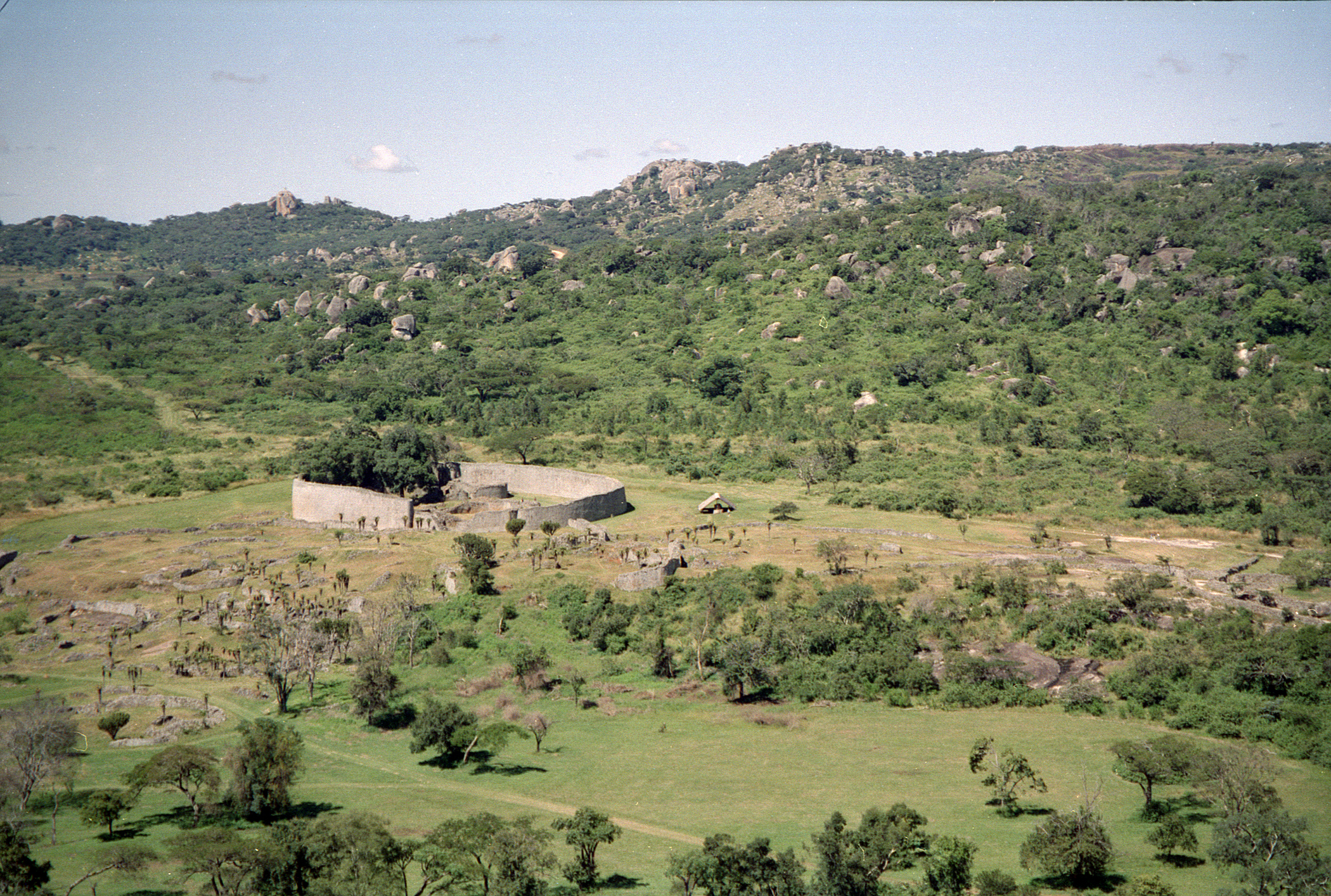
Les théories sur la construction et l'origine du Grand Zimbabwe sont un exemple du diffusionnisme contre lequel a lutté l'archéologie processuelle.

Le processualisme est avant tout basé sur un paradigme : « l'archéologie est anthropologie ou rien », principe affirmé par Willey et Philips en 1958 puis popularisé en 1962 par Lewis Binford dans un article, « Archaeology as Anthropology », paru dans American Antiquity. Dans cette conception, l'archéologie ne devrait donc plus seulement décrire les ensembles archéologiques importants ou s'attarder sur des pièces rares mais s'intéresser, comme l'anthropologie, aux processus (d'où le nom d'archéologie processuelle) sociaux, technologiques, religieux ou culturels qui touchaient les sociétés du passé. L'analyse de ces processus devrait aussi permettre aux archéologues de tirer des lois universelles, ce qu'ils ont appelé middle-range theory, qui aurait permis d'appréhender les comportements des hommes du passé. Cette volonté de comprendre et de s'attarder sur les comportements et sur les individus, ajouté à leur attachement à la méthode hypothético-déductive, les a fait se tourner vers la pratique de l'ethnoarchéologie afin de mettre à l'épreuve leurs théories, a priori, ou de mieux comprendre, a posteriori, les vestiges archéologiques mis au jour. C'est ainsi que Lewis Binford, initiateur de l'archéologie processuelle, s'est lancé dans une série d'expériences ethnoarchéologiques chez les esquimaux Nunamiut (en) d’Alaska, des chasseurs-collecteurs contemporains, afin de mieux comprendre les mœurs des moustérien, des chasseurs-collecteurs d'il y a 40 000 ans. Un autre présupposé majeur du processualisme réside dans la croyance que la culture des sociétés anciennes répond aux changements environnementaux. Les archéologues processuels ont donc repris la théorie de l'écologie culturelle, élaborée par l'américain Julian Steward, qui postule que les mutations culturelles et sociales sont motivées par les transformations de l'environnement et par les variations du climat. Plus largement, ces choix théoriques impliquent une approche fonctionnaliste des sociétés, c'est-à-dire que chaque processus, chaque composante, s’intègre dans un système ordonné et répond à des impératifs précis. Cette conception s'oppose à une théorie à l'époque très en vogue, le diffusionnisme, qui expliquait que les grandes avancées culturelles ou technologique partaient de quelques grands centres d'impulsion et se répandaient dans le reste du monde. Les archéologues processuels, eux, préfèrent voir comme sources du changement l'action des différents processus en action dans les sociétés. Ainsi, le développement des méthodes scientifiques, et tout particulièrement des méthodes de datation au radiocarbone, ont montré les erreurs de la conception diffusionniste. Colin Renfrew prend ainsi pour exemple le Grand Zimbabwe, que les archéologues ont longtemps pensé être l'œuvre d'immigrants du nord ou une conséquence de contacts avec des commerçants arabes, jusqu'à ce que l'archéologie puisse certifier que ce monument était une construction des populations locales africaines. Les processualistes se réclament aussi d'une meilleure objectivité, justifiée tant par leurs recours aux sciences que par leurs refus affiché de l'ethnocentrisme ou du colonialisme, qui aurait régné précédemment parmi les archéologues.
En somme, l'archéologie processuelle se veut comme étant la réunion objective de nouvelles méthodes scientifiques et d'un renouvellement théorique (privilégiant la méthode hypothético-déductive, le fonctionnalisme et l'écologie culturelle) dans le but de découvrir les processus, des sociétés historiques ou préhistoriques et, ainsi, de mieux comprendre les comportements des hommes du passé.

## Critiques et héritage
L'archéologie processuelle, qui s'est volontairement montrée iconoclaste en voulant faire table rase du passé s'est, elle aussi, retrouvée la cible de critiques lesquelles ont été jusqu'à donner naissance à un autre courant de pensée, l'archéologie post-processuelle. Les reproches proférés contre la « nouvelle archéologie » se sont par exemple concentrés sur l'objectivité revendiquée par ses partisans, c'est-à-dire que leurs adversaires ont pu déplorer une « fausse objectivité » et même un côté scientiste (tous les phénomènes seraient expliqués par la science) au processualisme.
Des chercheurs se sont ainsi coalisés autour de la figure de l'archéologue britannique Ian Hodder, afin d'affirmer une nouvelle conception de l'archéologie qui serait non plus en compétition avec les sciences exactes mais qui affirmerait, au contraire, sa subjectivité et la subjectivité du chercheur. Pour résumer, la période ou le lieu étudié ne pourrait plus être compris, selon eux, qu'à la lumière de son contexte, une étude elle-même influencée par la culture de l'archéologue. Le post-processualisme qui affirme donc sa partialité, volontaire ou non, a vu naître en son sein des courants variés comme l'archéologie féministe ou une archéologie de tradition marxiste.
Toutefois, même si le processualisme a été la cible de critiques, il a aussi permis de renouveler le champ de l'archéologie en accordant une part importante à l'environnement, au climat et au paysage, des notions qui seront approfondies et développées au cours des années qui suivront. Dans le même ordre d'idées, l'intérêt porté au quotidien et aux modes de subsistance des sociétés anciennes a fortement influencé la discipline en posant, par exemple, les bases d'une archéologie agraire. Plus largement, la vigueur théorique du mouvement, qui a aussi prêté flanc aux critiques, a permis de ranimer et de transformer l'archéologie tout entière.

### Critique
- Paul Courbin, Qu'est-ce que l'archéologie ? : essai sur la nature de la recherche archéologique, Paris, Payot, coll. « Bibliothèque scientifique », 1982, 238 p. (ISBN 978-2-228-12970-1, BNF 36602486).